# Harderwijk
Harderwijk (uitspraakⓘ; Nedersaksisch: Harderwiek) is een stad en gemeente in de Nederlandse provincie Gelderland. In de 17e eeuw was er een aantal verschillende vormen van de naam voor Harderwijk, zoals Harderwiick, Herderewich en het gelatiniseerde Hardervicum.

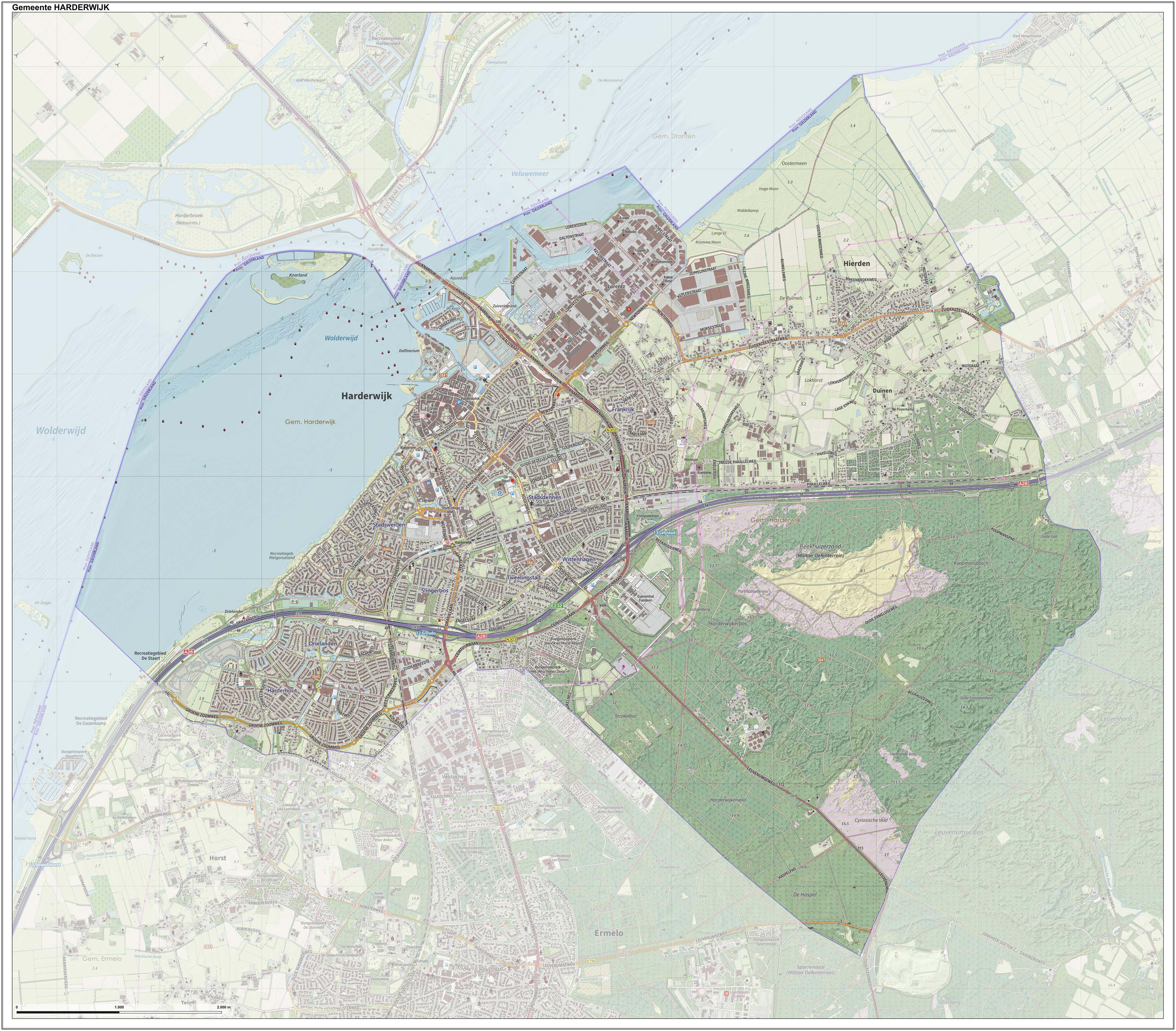
Topografisch kaartbeeld van de gemeente Harderwijk, september 2022

De gemeente telt 50.000 inwoners (24 december 2024) en een oppervlakte van 48,27 km², waarvan 9,81 km² water. Het totale aantal woningen in de gemeente Harderwijk per 1 januari 2009 is 17.301. De stad Harderwijk zelf kent ongeveer 45.000 inwoners, het overige deel woont in het buitengebied, waarvan ongeveer 3.425 in het dorp Hierden.
Harderwijk is een Hanze- en vestingstad die ligt aan de rand van de Veluwe en aan het Wolderwijd, ongeveer halverwege tussen Zwolle en Amersfoort. Het is het regionale verzorgingscentrum voor de Noordwest-Veluwe.

## Geschiedenis

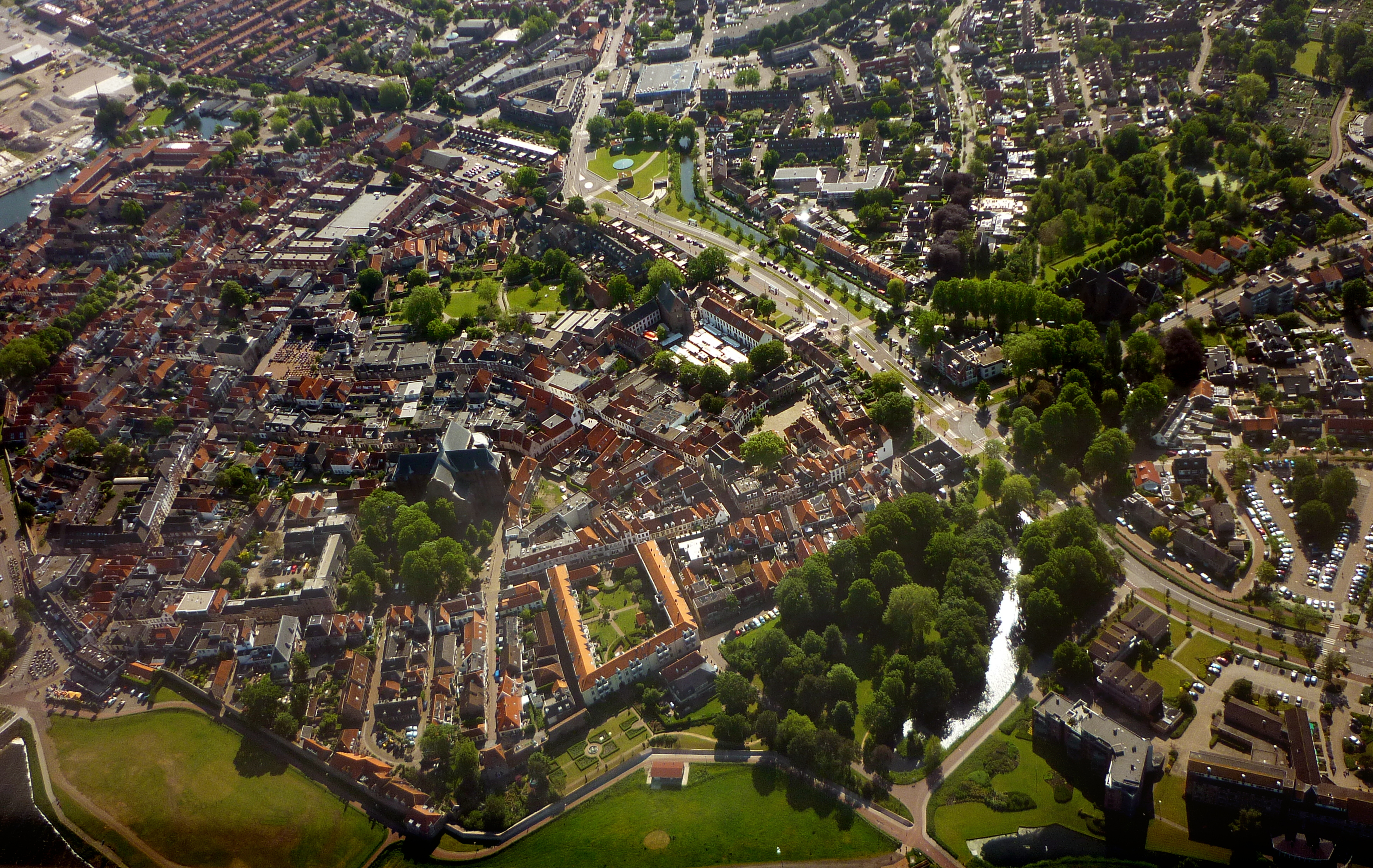
Luchtfoto van het oude centrum van Harderwijk

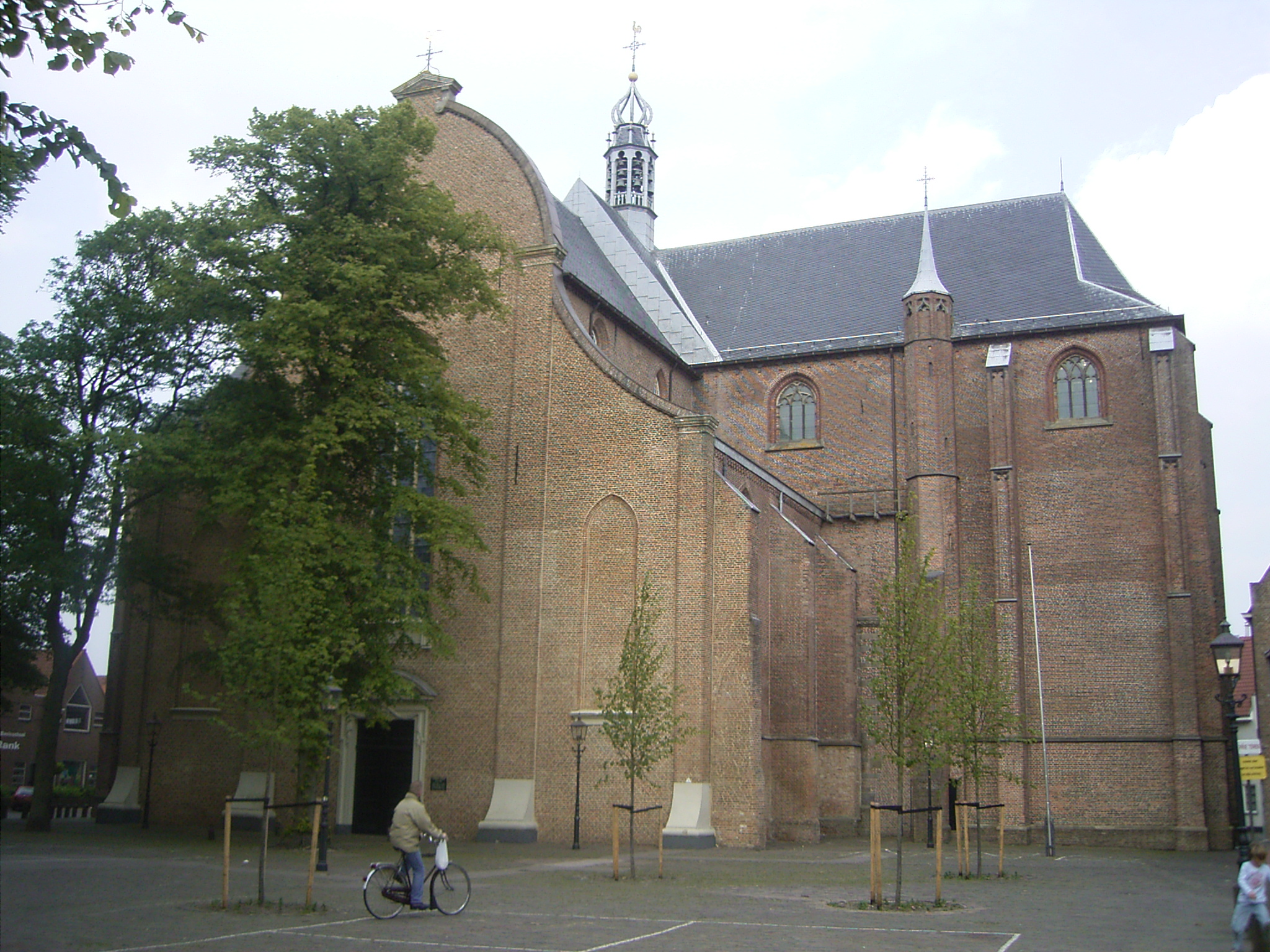
Grote kerk

Over de vroegste geschiedenis van Harderwijk is weinig bekend. Het oudste deel kan de vroonhoeve (curtis) Selhorst (Zelhorst) van het Utrechtse kapittel van Sint Marie zijn geweest. Bij deze nederzetting bevond zich een Sint-Nicolaaskerk. Onbekend is waar deze nederzetting precies lag, mogelijk was dit in de buurt van de Luttekepoort.

### 13e en 14e eeuw

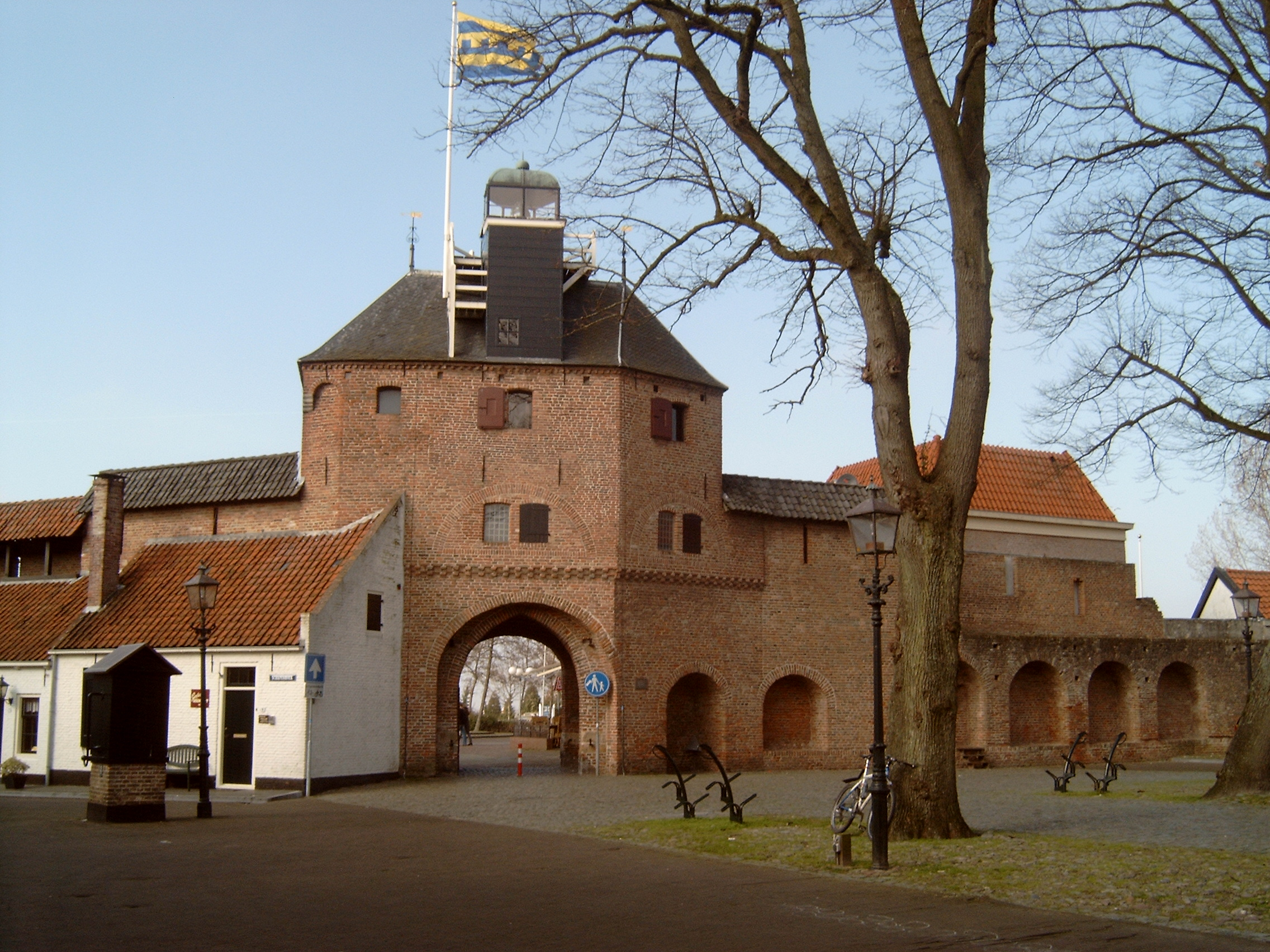
Vischpoort

In 1231 kreeg de naast Selhorst gelegen nederzetting Herderewich stadsrechten van Otto II graaf van Gelre en Zutphen en werd hiermee de eerste stad van de Veluwe. De Sint Nicolaaskerk bleef aanvankelijk als parochiekerk buiten de stadsmuren fungeren. Harderwijk kende vier landpoorten, dat waren de Luttekepoort, de Peelenpoort, de Grote Poort en de Smeepoort, en aan de zeekant de Hoge en de Lage Bruggepoort (vanaf 1544 Vischpoort genoemd). Archeologisch onderzoek in 2006 heeft aangetoond dat Harderwijk rond 1250 al een bakstenen gebouw had in de Bruggestraat. In 1290 is er een eerste vermelding van de minderbroeders in Harderwijk. Bij opgravingen in 2014 werden de fundamenten van de kerk, behorend bij het minderbroedersklooster in de binnenstad, teruggevonden. Van het in 1310 door graaf Reinald I gebouwde Oude Blokhuis zijn restanten bewaard gebleven.
In de dertiende eeuw ontwikkelde Harderwijk zich al als handelsstad. Harderwijkse schepen werden gesignaleerd in Vlaanderen, Duitsland en Engeland. De lading bestond uit onder andere wol, huiden, haring en hout. Op het stadszegel werd een koggeschip afgebeeld.

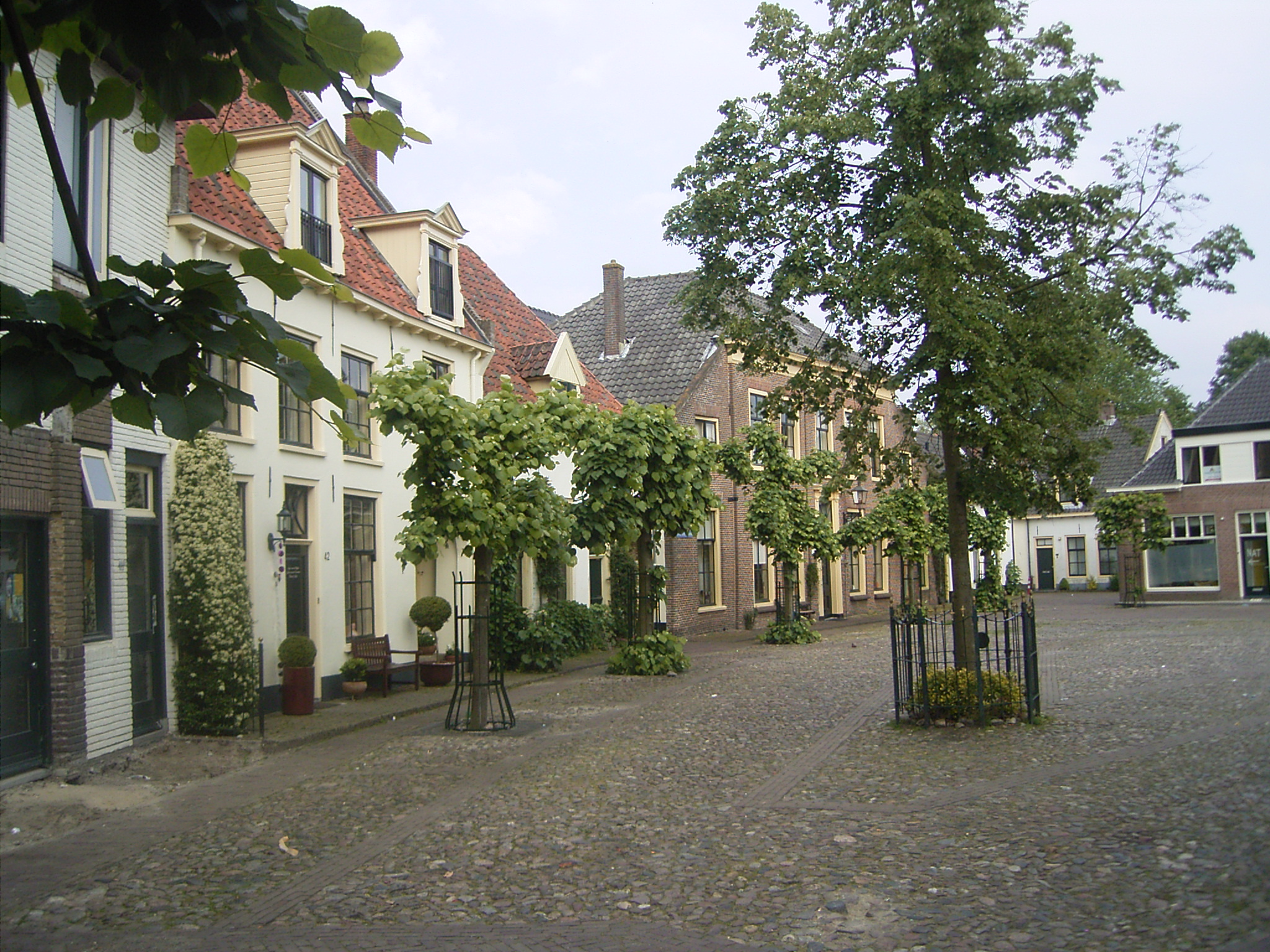
Smeepoortenbrink

Met name in de veertiende eeuw was Harderwijk zeer actief in het Hanzeverbond. Harderwijk werd (als Ardroick) vermeld op een zeekaart uit 1339, die door zeevaarders uit Zuid-Europa werd gebruikt. Koning Erik VI van Denemarken gaf de burgers van Harderwijk in 1316 een vitte in de Zweedse stad Skanör-Falsterbo. In 1326 bevestigde koning Waldemar III van Denemarken de door zijn grootvader Waldemar IV van Sleeswijk aan Harderwijk verleende voorrechten. Reinoud II, de hertog van Gelre, sloeg tussen 1339 en 1343 munten in Harderwijk. Nadat de hertog was overleden, sloeg zijn vrouw Eleonora tot 1355 munten in Harderwijk. De Zweedse koning Albrecht van Mecklenburg gaf de burgers van Harderwijk in 1368 verschillende rechten en vrijheden in Denemarken en Schonen voor de hem in oorlog verleende hulp. De Hanzesteden, waaronder Harderwijk, sloten in 1370 vrede met Denemarken. Harderwijk werd in 1372 ingenomen door Mechteld hertogin van Gelre en Jan II graaf van Blois. De hertogin moest door geldgebrek in 1376 de stad verpanden. Zij deed dit aan de bisschop van Utrecht, Arnold van Horne. Tot 1379 sloeg de bisschop munten in de stad. Daarna kwam Harderwijk onder het bewind van Willem III hertog van Gulik en Gelre te staan, die hier tot het eind van zijn regeerperiode in 1402 munten sloeg.

### 15e en 16e eeuw

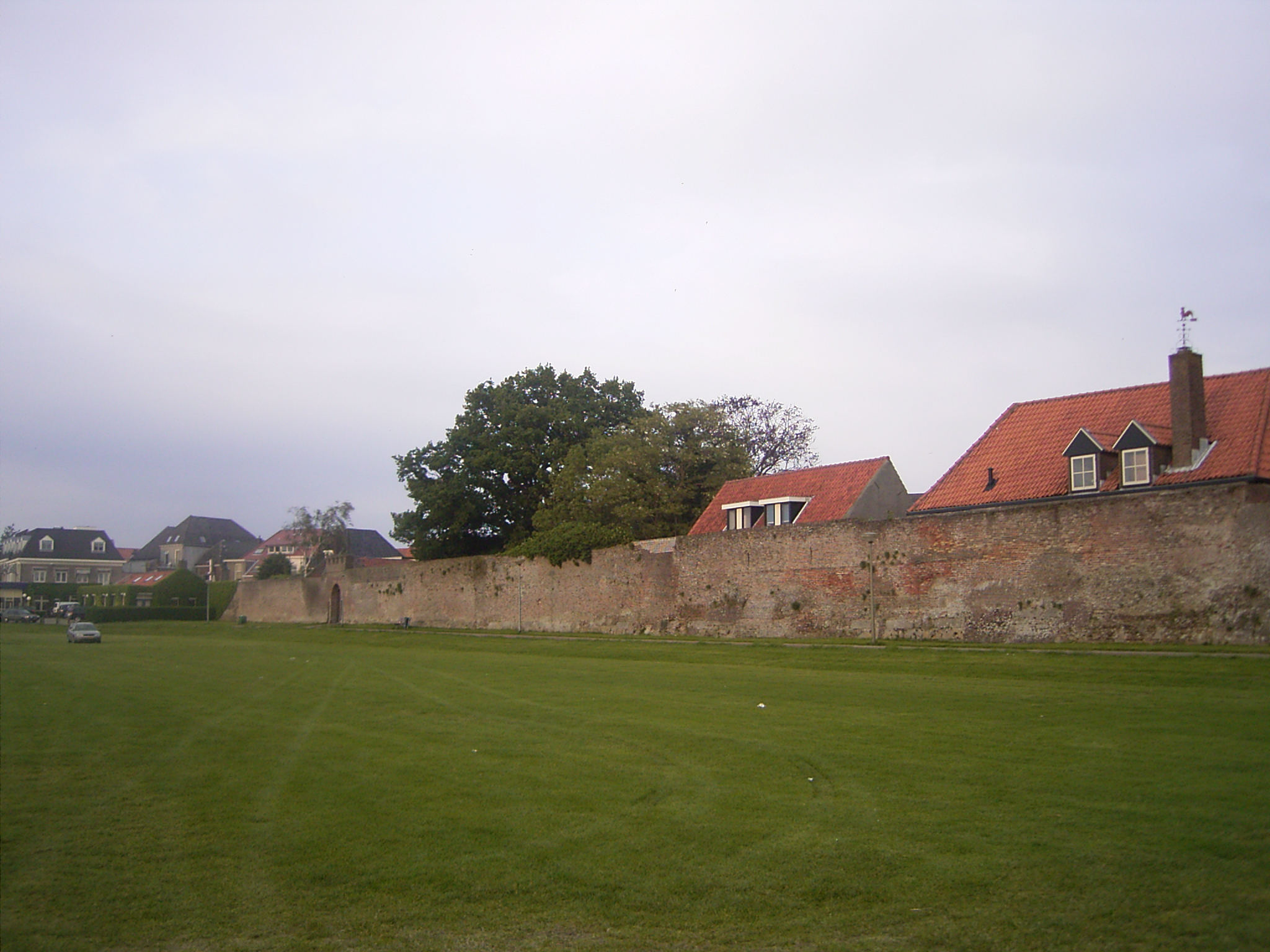
Stadsmuur aan zeezijde

In 1402 bevestigde Reinoud IV hertog van Gelre, bij aanvang van zijn regeerperiode, de stadsprivilegiën, rechten en vrijheden van Harderwijk. In 1423, bij aanvang van de regeerperiode van Arnold van Egmont, hertog van Gelre en graaf van Zutphen, werden de stadsprivilegiën, rechten en vrijheden van de stad opnieuw bevestigd en in 1443 werd het Harderwijkse stapelrecht voor vis bevestigd. Waarschijnlijk verkreeg Harderwijk dit recht overigens al in het begin van de 14e eeuw. Het recht had betrekking op alle vis die tussen Muiden en Kampen aan land werd gebracht, met uitzondering van Elburg. Dit betekende dat deze vis in Harderwijk afgeslagen en verkocht moest worden en dat daar de prijs werd vastgesteld. De producten kwamen de stad in via de Hoge Bruggepoort, en niet via de Vischpoort zoals de naam doet vermoeden. Via laatstgenoemde poort werden de producten vanuit de stad vervoerd naar andere bestemmingen. De visafslag vond plaats in het voormalige 'Herbergkwartier', gelegen in de zone Bruggestraat, Vijhestraat en Schoolsteeg, achter de Hoge Bruggepoort.
In 1446 werden in Harderwijk de onderhandelingen gevoerd over een hoogoplopend conflict tussen enerzijds Noord-Duitse Hanzesteden en anderzijds Hollandse en Zeeuwse steden. Uiteindelijk werd hier de Vrede van Harderwijk getekend. In 1465 herbevestigde de nieuwe hertog Adolf van Egmont de stadsprivilegiën, rechten en vrijheden van Harderwijk. Bisschop Hendrik van Münster deed hetzelfde in 1480, tijdens de Gelderse Onafhankelijkheidsoorlog, maar later dat jaar kwam de stad onder het gezag van Maximiliaan van Oostenrijk. Deze bevestigde in 1482 op zijn beurt de rechten van de stad, net als hertog Karel van Gelre in 1492. In 1498, tijdens de conflicten tussen Schieringers en Vetkopers, liet hertog Albrecht van Saksen in Harderwijk een leger van 1500 Duitse lansknechten inschepen voor een uiteindelijk geslaagde inval in Westergo.
Het begin van de 16e eeuw was een roerige periode voor Harderwijk. In 1503 vond in Harderwijk een stadsbrand plaats. Hierbij ging het grootste deel van het stadsarchief verloren en vele mensen kwamen om het leven. Ter compensatie voor de geleden schade, gaf Karel van Gelre de stad toestemming om uit zijn naam munten te slaan. Tijdens de Gelderse Oorlogen liet hertog Karel van Gelre menigmaal in Harderwijk een vloot uitrusten. Zo ook in 1504, toen hij een aanval wilde plegen op Waterland. Onderweg kwam het tot een zeeslag met de Hollandse vloot, die Gelre verloor. In 1505 moest de stad zich overgegeven aan de Bourgondiërs. Een jaar later (1506) maakte de pest veel slachtoffers onder de inwoners van de stad. In 1507 belegerde Karel van Gelre de stad vergeefs, maar in 1511 lukte het hem wél de stad te veroveren. Het jaar erop (1512) werd de stad opnieuw door de pest getroffen. Datzelfde jaar liet Karel van Gelre vanuit Harderwijk een leger naar Woerden schaatsen. Vanaf 1514 was Karel van Gelre regelmatig in Harderwijk om de afvarende troepenmacht naar Friesland in het oog te houden. Zo liet hij een vloot van 700 lansknechten gereedmaken en met een goed voorbereide aanval via Gaasterland lukte het hem Friesland binnen te vallen. In 1518 bemiddelde Karel bij een hoog oplopend conflict tussen de raad en de burgerij van Harderwijk over verdubbeling van de accijnzen op bier. Vier raadsleden worden vervangen. Ook liet Karel een aantal kaperschepen uitrusten, die overvallen moesten plegen op Hollandse en Stichtse schepen. In 1539 liet hij aan de noordzijde van de stad het Nieuwe Blokhuis, een dwangburcht, bouwen. De Sint-Nicolaaskerk werd in 1524 afgebroken. In 1528 was er opnieuw een stadbrand en werd de stad na een twee weken durend beleg ingenomen door de Habsburgse veldheer Floris van Egmont, maar al in oktober van dat jaar, na het Verdrag van Gorinchem, moest keizer Karel V de stad weer teruggeven aan Gelre. In 1537 kwam Karel van Gelre met 700 krijgslieden naar Harderwijk en bezette de stad een paar dagen. Ook liet hij een vloot uitrusten voor een (mislukte) aanval op Enkhuizen. Aan de Drommedaris in Enkhuizen hangen twee ankers die, volgens de legende, tijdens deze aanval zijn veroverd op de Geldersen.
Het Burgerweeshuis van Harderwijk werd in 1554 door Johan van Speulde gesticht. In 1566 werd het Nieuwe Blokhuis tweemaal door opstandige burgers overvallen. In september van dat jaar vond de Beeldenstorm in Harderwijk plaats. Harderwijk koos voor het protestantse geloof en in de periode 1578-1580 moesten alle kloosters hun bezittingen aan de stad overdragen. In 1581 werd het Nieuwe Blokhuis gesloopt ten behoeve van nieuwe vestingwerken. De Gelderse Munt werd in 1584 in Harderwijk gevestigd en sloeg er tot 1806 munten.

### 17e en 18e eeuw

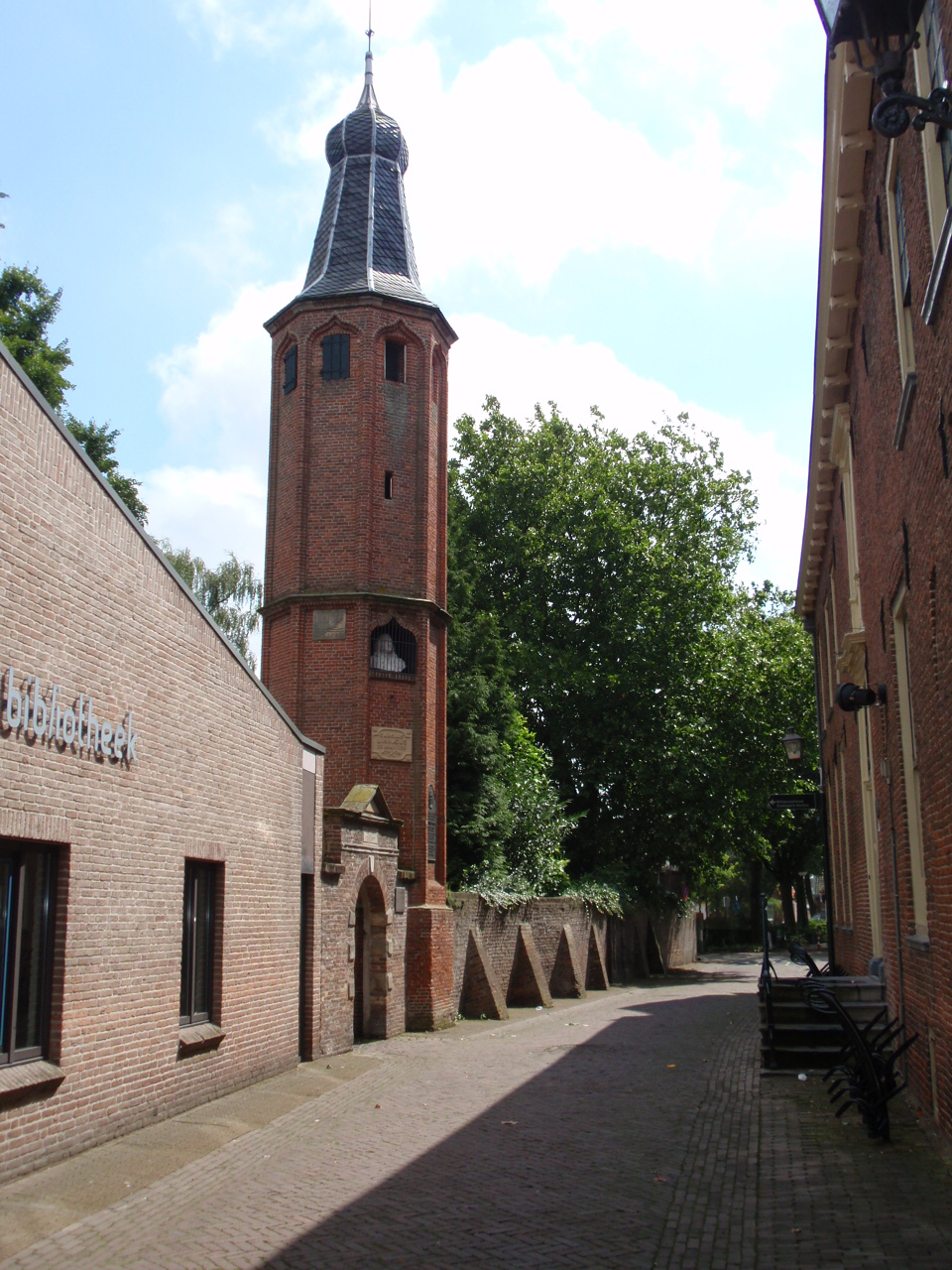
Het Linnaeustorentje, een gebouw dat herinnert aan de opgeheven Universiteit van Harderwijk

Van 1648 tot 1811 had de stad een universiteit, de Universiteit van Harderwijk. Aan de wieg van deze universiteit of Gelderse Academie stond onder anderen Ernst Brinck, die naast burgemeester van Harderwijk ook taal- en letterkundige was. Beroemde promovendi waren onder meer de medicus Herman Boerhaave, de Zweedse botanicus Carl Linnaeus, de filosoof János Apáczai Csere en de ontdekker van Paaseiland Jacob Roggeveen. Professor David de Gorter (1689-1762) was volgens sommigen een van de beste hoogleraren die Harderwijk ooit heeft gehad. In 1754 ging hij naar Rusland, om lijfarts te worden van tsarina Elisabeth Petrovna, de dochter van Peter de Grote.
Op 18 juni 1672 viel Harderwijk in handen van de Franse bezetters. Bij de aftocht van de Fransen, op 5 september 1673, werden de versterkingen afgebroken; de Smeepoort en de Luttekepoort werden zelfs opgeblazen. De stad werd aan alle kanten in brand gestoken. Door snel optreden brandden slechts een school en zo'n dertig huizen af.

### 19e en 20e eeuw

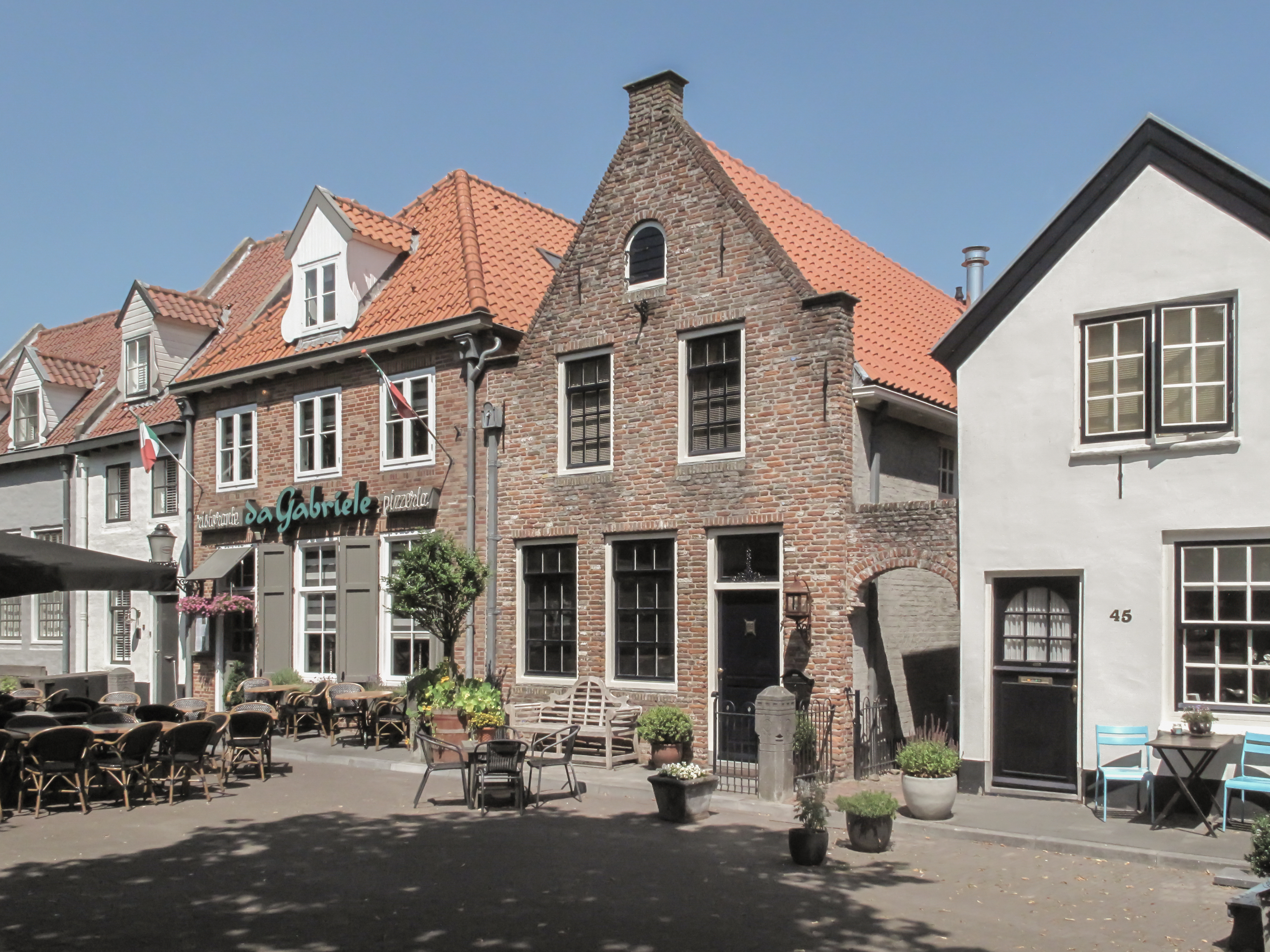
Vischmarkt

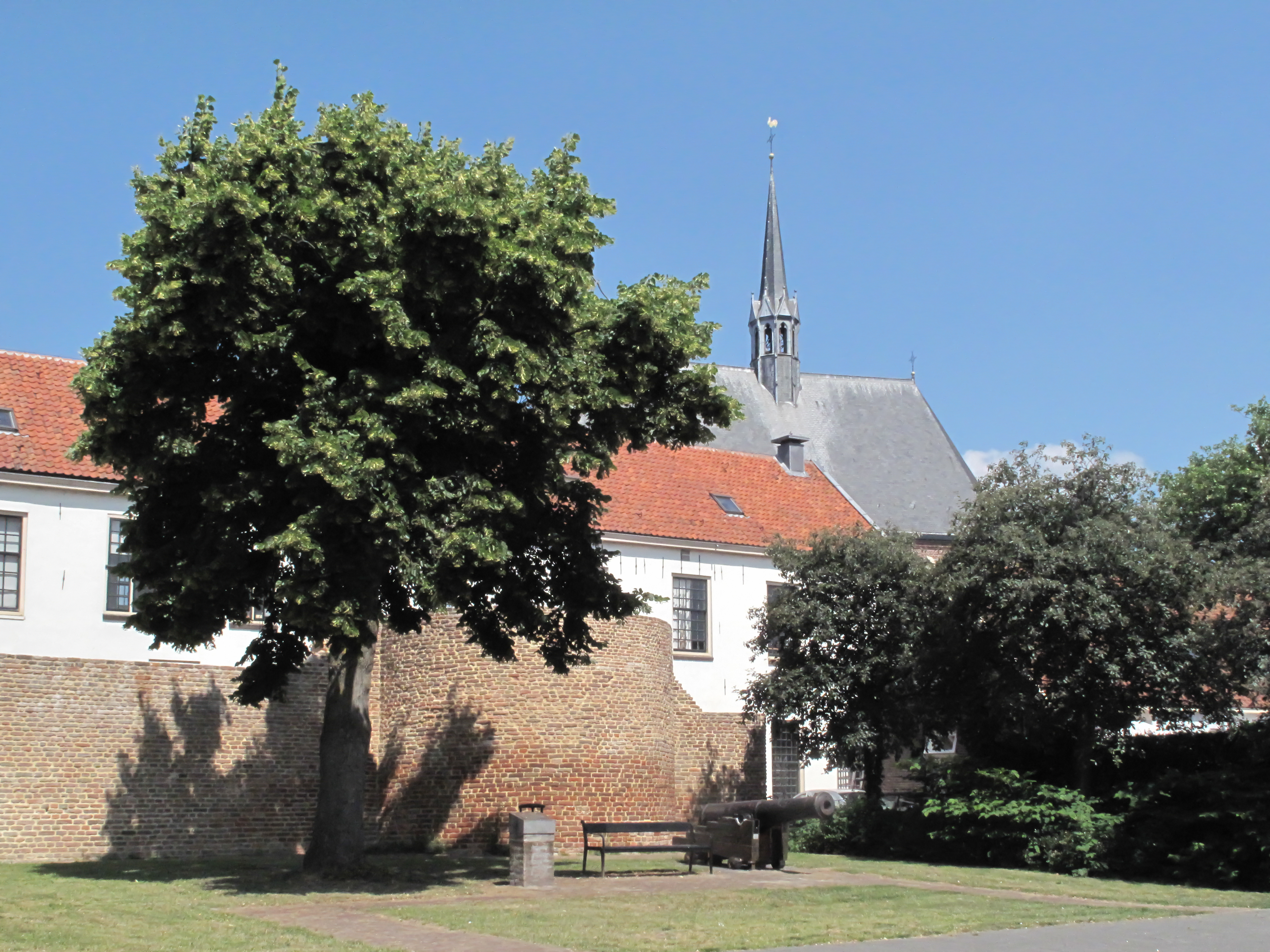
Muurrestanten, kanon en Sint Catharinakerk

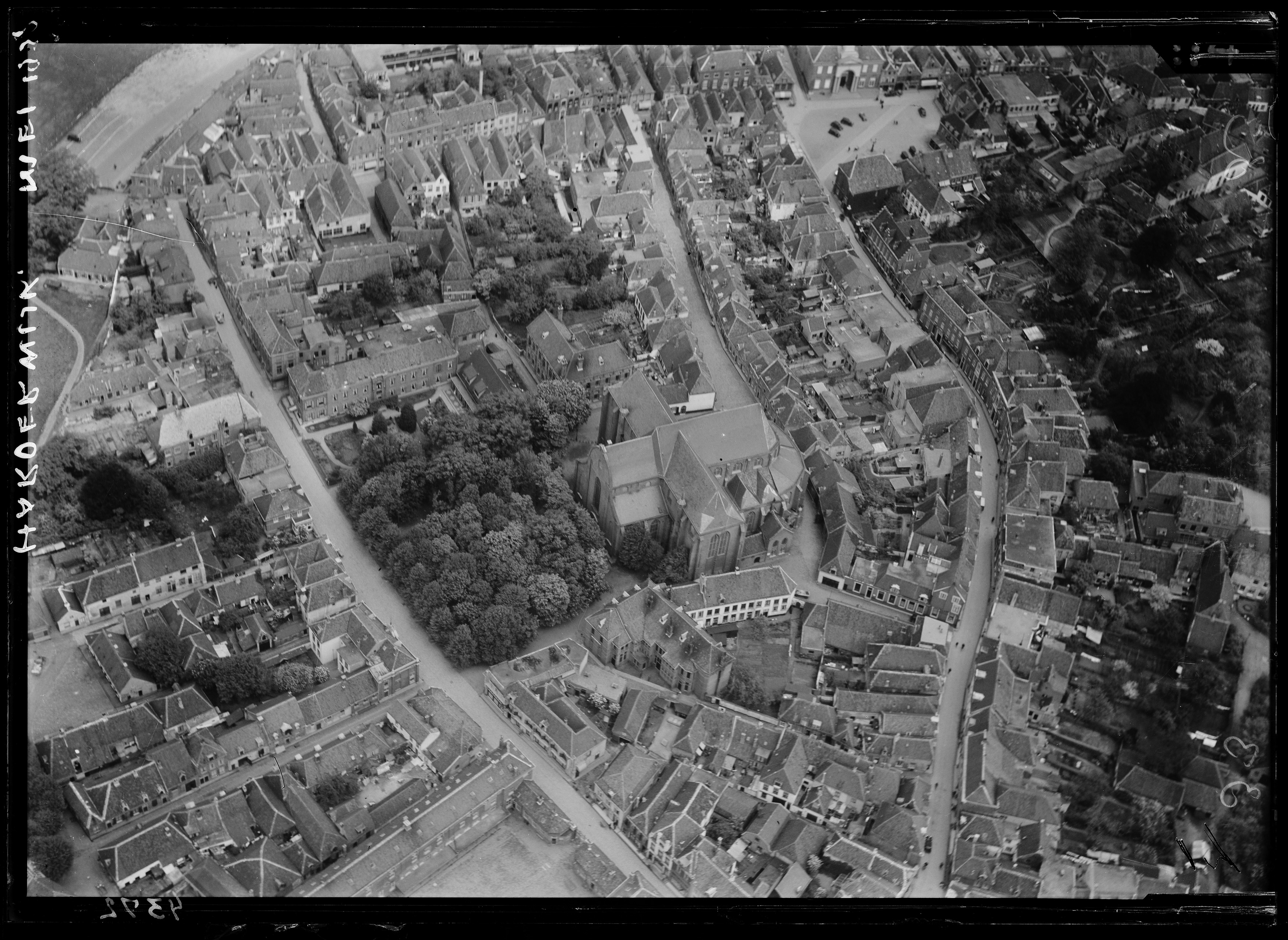
Luchtfoto van de Grote kerk en directe omgeving (1920-1940), Nederlands Instituut voor Militaire Historie.

Te Harderwijk was vanaf 1814 het Koloniaal Werfdepot voor het Oost-Indisch Leger (later Koninklijk Nederlandsch-Indisch Leger) gevestigd, dat denigrerend weleens "het gootgat van Europa" werd genoemd. Wegens een tekort aan rekruten werden uit heel Europa vrijwilligers geworven, die vaak een twijfelachtige achtergrond hadden. De rekruten kregen een aanzienlijke som handgeld bij het aanmelden, die vaak nog voor zij een voet aan boord zetten grotendeels in de prostitutie verdween. Het depot werd in 1910 opgeheven. Bijna 150.000 soldaten vonden hun weg van Harderwijk naar Indië. Onder hen bevond zich de Franse dichter Arthur Rimbaud.
Van 1909 tot 1996 was Harderwijk garnizoensstad. De stad kende drie kazernes en een militair hospitaal. Harderwijk huisvestte verschillende legereenheden, waarvan de infanterie, artillerie en verbindingstroepen de hoofdmoot vormden. Zo was er een opleidingscentrum voor alle infanterie-eenheden en was er een school van de Militaire Inlichtingendienst
Tijdens de Eerste Wereldoorlog werden bij de stad zo'n 15.000 Belgen in het interneringskamp 'het Belgenkamp' ondergebracht. Later werd op de Harderwijkse begraafplaats Oostergaarde het Belgisch Militair Ereveld 1914-1918 ingericht. Hier worden 349 Belgen herdacht. Veel van hen zijn overleden aan de Spaanse griep.
Tot de afsluiting van de Zuiderzee in 1932 speelde ook de visserij een belangrijke rol in de stad. Er werd gevist op onder andere haring, ansjovis, paling en garnalen. Gemiddeld 10 tot 15 procent van de beroepsbevolking werkte in deze sector. In de hoogtijdagen telde de vissersvloot zo'n 130 tot 160 geregistreerde vissersschepen. In 1913 kwam er een visafslag aan de haven, die in functie bleef tot 1967. Na de afsluiting van de Zuiderzee nam de visserij als bron van bestaan sterk af, industrie en toerisme namen die plaats in. Groot strijder tegen deze afsluiting was de Harderwijker Eibert den Herder, die tevens de grondlegger was van het toerisme in Harderwijk. De stad ligt nu pal aan het Veluwemeer (ten noorden van de stad) en het Wolderwijd (ten westen van de stad), beide ontstaan na drooglegging van de Flevopolder. Waar nu de boulevard aan de meren ligt, kwamen vroeger de botters aanleggen bij de Vischpoort om hun vis te verhandelen op de Vischmarkt. Het is nog steeds mogelijk om bottertochten op een van de meren te maken.
Op 11 en 12 mei 1940, vlak na de Duitse inval die voor Nederland het begin van de Tweede Wereldoorlog betekende, nam Harderwijk ongeveer 8.000 geëvacueerde Nijkerkers op, waardoor het inwoneraantal van de stad gedurende een paar dagen verdubbelde. De Duitse bezetting begon in Harderwijk op 14 mei, al vóór de Nederlandse capitulatie. In de stadsweiden bouwden de Duitsers de Stellung Hase, een radarstation dat dienstdeed als luisterpost voor de Luftwaffe. Bij Harderwijk zijn 117 geallieerde vliegers, waaronder Amerikanen, Britten, Canadezen, Zuid-Afrikanen en Nieuw-Zeelanders, om het leven gekomen. Op de Harderwijk General Cemetery zijn 42 militairen van de Royal Air Force begraven. Tijdens de oorlog werden in Harderwijk 72 inwoners, waarvan 21 van Joodse afkomst, door de Duitse bezetter om het leven gebracht. Op woensdag 18 april 1945 bevrijdden Canadese troepen Harderwijk.
In 1965 werd het Dolfinarium Harderwijk geopend, dat uitgroeide tot grootste zeezoogdierenpark van Europa met jaarlijks ongeveer één miljoen bezoekers.

## Bezienswaardigheden
De schilderachtige binnenstad van Harderwijk is in 1969 tot beschermd stadsgezicht verklaard en telt anno 2009 een kleine honderd rijksmonumenten.
De protestantse Grote of Onze Lieve Vrouwekerk is een driebeukige basiliek, deels misschien daterend uit eind 14de eeuw; het dwarsschip dateert uit de 15de eeuw. De toren stortte op 28 januari 1797 in en werd nooit herbouwd. De kerk is in de jaren 1972-1980 ingrijpend gerestaureerd, waarbij belangrijke 16e-eeuwse muurschilderingen zijn ontdekt. Een mooi bouwwerk is het voormalige St. Catharinaklooster met laatgotische kapel (1502; gerestaureerd in 1913 en 1980).
Van de middeleeuwse ommuring resteren de Vischpoort, de Smeepoort en circa twee kilometer muurfragmenten. Op de Markt staat het vroegere stadhuis, van middeleeuwse oorsprong, dat in 1837 geheel in neoclassicistische stijl is herbouwd met behoud van de raadzaal in Louis XIV-stijl (1727). Het voormalige pesthuis (einde 16de eeuw) is in oorsprong een vroeg-16de-eeuwse kapel van de Fraters. Het Linnaeustorentje is een achtkantige laat-gotische traptoren (16de eeuw, gerestaureerd in 1907) van een verdwenen stadsgebouw van de Commanderij 's-Heerenloo. Het dankt zijn naam aan een borstbeeld van Carolus Linnaeus, die aan de universiteit van Harderwijk (1647-1811) promoveerde.
Voorts staan er diverse herenhuizen uit de 17de en 18de eeuw. Ook de visserij en lakennijverheid zijn belangrijke bronnen van inkomsten geweest, terwijl de stad van oudsher een regionaal verzorgende functie vervult. Reeds in 1441 was er een Latijnse School, die in 1647 werd verheven tot Academie des Vorstendoms Gelre en Graafschap Zutphen. In de 18de eeuw zonk Harderwijk langzaam terug tot een onbetekenend stadje, maar pas in 1812 werd de hogeschool opgeheven. De sterke groei begon na de Tweede Wereldoorlog toen de industrialisatie opkwam.
De molen De Hoop is een vervanger van de oude molen De Hoop, die in 1969 door brand verloren is gegaan. De herbouwde molen staat aan de overkant van de haven van Harderwijk.
Harderwijk biedt plaats aan twee militaire erevelden, beiden gelegen op Begraafplaats Oostergaarde. Op het Belgisch Militair Ereveld 1914-1918 liggen 225 Belgische militairen die tijdens de Eerste Wereldoorlog in Nederland waren geïnterneerd en tijdens hun internering of voor hun repatriëring zijn overleden. Op een monument staan nog eens 124 Belgen vermeld, die niet konden worden herbegraven op het enige Belgische militair ereveld in Nederland. Bij Harderwijk lag destijds een groot interneringskamp voor Belgische militairen. Op een Britse militaire begraafplaats, Harderwijk General Cemetery, zijn nog eens 49 gesneuvelde RAF-militairen uit de Tweede Wereldoorlog begraven.

### Monumenten
In de gemeente zijn er een aantal rijksmonumenten, gemeentelijke monumenten, en oorlogsmonumenten, zie:
- Lijst van rijksmonumenten in Harderwijk (gemeente)
- Lijst van rijksmonumenten in Harderwijk (plaats)
- Lijst van gemeentelijke monumenten in Harderwijk (gemeente)
- Lijst van gemeentelijke monumenten in Harderwijk (plaats)
- Lijst van rijksmonumenten in Hierden
- Lijst van oorlogsmonumenten in Harderwijk

Kaart van het oude centrum van Harderwijk.

## Economie
De afsluiting van de Zuiderzee en de inpolderingen in het IJsselmeer, die een inkrimping en later het geheel wegvallen van de visserij en de vishandel tot gevolg hadden, zijn gepaard gegaan met een geleidelijke ontwikkeling van andere bestaansmogelijkheden. Harderwijk drijft nu vooral op de veelzijdige industrie, het toerisme en de dienstverlening. Het dorp Hierden is nog typisch Veluws, met fraaie voormalige boerderijen. De Veluwse klederdracht is ook in Hierden vrijwel geheel verdwenen.
Harderwijk kent veel toerisme, onder meer vanwege het Dolfinarium, stadsstrand, sauna- en welnessresort De Zwaluwhoeve en jachthavens aan het Wolderwijd/Veluwemeer. In het Stadsmuseum zijn talrijke historische voorwerpen en elementen bewaard gebleven van de visserij, het militaire garnizoen, de Gelderse Munt en de universiteit die Harderwijk heeft gehad. Op loopafstand hiervan bevindt zich het Marius van Dokkum Museum.
Traditiegetrouw wordt het toeristenseizoen geopend in het tweede weekend van juni met de Aaltjesdagen. Een leuke wetenswaardigheid over de Aaltjesdagen is dat de naam niet verwijst naar de aal (paling), maar dat Aaltje de beschermvrouwe van de Harderwijkse vissers was. Tijdens de Aaltjesdagen wordt onder meer een erepenning uitgereikt aan iemand die zich uitzonderlijk voor de stad en het toerisme van Harderwijk heeft ingezet.

## Verkeer en vervoer
Ten zuiden van Harderwijk loopt de autosnelweg A28 van Utrecht naar Groningen. De tweede belangrijke verkeersader is de N302 van Lelystad naar Apeldoorn.
Harderwijk wordt tweemaal per uur per richting aangedaan door de sprinter Zwolle - Utrecht (zie ook: Centraalspoorweg). Harderwijk is tevens het regionale knooppunt voor zo'n 15 busdiensten op de Veluwe en in Flevoland.

## Woningbouw
In Harderwijk wordt veel gebouwd. Voorbeelden zijn:
- het Waterfront-project: vernieuwing van de Boulevard en nieuwbouw van 1400 woningen. Tevens zijn hier recreatieve voorzieningen gepland.
- Harderweide : nieuwbouw wijk gelegen naast de wijk Drielanden

## Ziekenhuis
In Harderwijk stond al sinds begin negentiende eeuw het Piusziekenhuis midden in de oude binnenstad. Het rooms-katholieke Pius, het protestants-christelijke Boerhaaveziekenhuis en het Ziekenhuis Salem uit Ermelo zijn per 1 januari 1976 gefuseerd tot het St Jansdal Ziekenhuis. In juni 1987 betrok men de nieuwbouw in de wijk Stadsweiden.

## Politiek

### College
Het college van burgemeester en wethouders wordt gevormd door Harderwijk Anders, D66, ChristenUnie en CDA. De oppositie wordt hierdoor gevormd door GemeenteBelang, VVD, PvdA, SGP en GroenLinks. Harm-Jan van Schaik (CDA) was van 11 januari 2013 tot 1 september 2023 burgemeester van Harderwijk. Sinds zijn vertrek nam Jeroen Joon (VVD) het burgemeesterschap waar en aansluitend werd hij op 26 september 2024 officieel geïnstalleerd als burgemeester. Burgemeester en wethouders zijn:
- Jeroen Joon (VVD): Burgemeester.
- Edwin Enklaar (HA): Wethouder en 1e locoburgemeester.
- Marcel Companjen(CU): Wethouder en 2e locoburgemeester.
- Wilco Mazier (CDA): Wethouder en 3e locoburgemeester.
- Martijn Pijnenburg (D66): Wethouder en 4e locoburgemeester.
- Maarten Reckman (HA): Wethouder en 5e locoburgemeester.

### Gemeenteraad
De gemeenteraad van Harderwijk bestaat uit 29 zetels. Hieronder de behaalde zetels per partij bij de gemeenteraadsverkiezingen sinds 1994:
| Gemeenteraadszetels               | Gemeenteraadszetels | Gemeenteraadszetels | Gemeenteraadszetels | Gemeenteraadszetels | Gemeenteraadszetels | Gemeenteraadszetels | Gemeenteraadszetels | Gemeenteraadszetels |
| Partij                            | 1994                | 1998                | 2002                | 2006                | 2010                | 2014                | 2018                | 2022                |
| --------------------------------- | ------------------- | ------------------- | ------------------- | ------------------- | ------------------- | ------------------- | ------------------- | ------------------- |
| Harderwijk Anders2                | -                   | -                   | 2                   | 3                   | -                   | -                   | 6                   | 10                  |
| ChristenUnie1                     | -                   | 3                   | 4                   | 5                   | 5                   | 6                   | 5                   | 4                   |
| VVD                               | 4                   | 5                   | 4                   | 4                   | 6                   | 4                   | 6                   | 3                   |
| CDA                               | 8                   | 7                   | 7                   | 5                   | 5                   | 6                   | 4                   | 3                   |
| Gemeentebelang Harderwijk/Hierden | 1                   | 1                   | 2                   | 2                   | 3                   | 3                   | 1                   | 3                   |
| D665                              | -                   | -                   | -                   | -                   | -                   | 2                   | 3                   | 2                   |
| PvdA4                             | 3                   | 4                   | 4                   | 4                   | 4                   | 3                   | 2                   | 2                   |
| GroenLinks                        | -                   | -                   | -                   | -                   | -                   | -                   | 1                   | 1                   |
| SGP6                              | -                   | 1                   | 1                   | -                   | -                   | -                   | 1                   | 1                   |
| Blanco Lijst / P. Looman          | -                   | -                   | -                   | -                   | -                   | -                   | -                   | -                   |
| Stadspartij Harderwijk Anders2, 3 | -                   | -                   | -                   | -                   | 3                   | 4                   | -                   | -                   |
| Fractie Karayavuz4                | -                   | -                   | -                   | -                   | -                   | 1                   | -                   | -                   |
| Fractie Nijman3                   | -                   | -                   | -                   | -                   | 1                   | -                   | -                   | -                   |
| Stadspartij2, 5                   | 4                   | 4                   | 3                   | 4                   | -                   | -                   | -                   | -                   |
| Overige                           | 5                   | -                   | -                   | -                   | -                   | -                   | -                   | -                   |
| Totaal                            | 25                  | 25                  | 27                  | 27                  | 27                  | 29                  | 29                  | 29                  |

1. De ChristenUnie ontstond in 2001 als fusie uit GPV en RPF, die tot dan een gezamenlijke fractie vormden.
2. De Stadspartij en Harderwijk Anders zijn in 2009 samengegaan in de Stadspartij Harderwijk Anders. In 2017 werd de naam ingekort tot Harderwijk Anders.
3. Fractie Nijman splitste zich enkele dagen voor de verkiezingen van 2010 af van de Stadpartij Harderwijk Anders en heeft haar zetel meegenomen. Aanleiding was ontevredenheid over de keuze van de wethouderskandidaat. Nijman, lid van D66, werd bij de verkiezingen van 2014 lijsttrekker voor het toen weer actieve D66.
4. De fractie Karayavuz ontstond direct na de verkiezingen van 2014 uit de PvdA, nadat kandidaat Ibrahim Karayavuz met voorkeurstemmen was gekozen en zich afsplitste van de partij.
5. De Stadspartij had in 1994 en 1998 een gemeenschappelijke lijst met D66.
6. De SGP zat tot 1998 in één fractie met RPF en GPV.

### Stedenband
- De stad Znojmo (Tsjechië) was tot 2013 een partnerstad van Harderwijk. Deze samenwerking werd beëindigd nadat de vooraf opgestelde doelen waren behaald.

## Personen

### Geboren in Harderwijk
- Christiaan Bernhard Tilanus (1796-1883), medicus en hoogleraar in de medicijnen
- Gerrit van Raalten (1797-1824), taxidermist, tekenaar, natuuronderzoeker
- Evert Margry (1841-1891), architect (neogotiek)
- Theo de Meester (1851-1919), politicus en minister-president
- Louis Gaspar Adrien van Hangest d' Yvoy (1857-1927), burgemeester
- Eibert den Herder (1876-1950), visser, politicus en grondlegger toerisme in Harderwijk
- Gerrit van Burink (1891-1961), politicus
- Franz Ziegler (1893-1939), hoffotograaf
- Dirk Rijnders (1909-2006), ambtenaar en politicus
- Adrienne de Smet (1915-1976), violiste
- John Lodts (1916-1937), Belgisch voetballer
- A.H.J. Prins (1921-2000), hoogleraar antropologie
- Rudi Hemmes (1923-2022), Engelandvaarder
- Christiaan Moll (1923-1998), politicus
- Leen Pfrommer (1935-2023), schaatscoach
- Aart Foppen (1938-2013), ondernemer
- Henk van Os (1938-2025), kunsthistoricus, directeur Rijksmuseum Amsterdam
- Rom Molemaker (1945), jeugdschrijver
- Hester Knibbe (1946), dichteres
- Hans Posthumus (1947-2016), voetballer
- Henk Schiffmacher (1952), tatoeëerder en kunstschilder
- Jan Douwe Kroeske (1956), dj radio- en televisiemaker
- Thea Limbach (1959), chef de mission van de Paralympische Spelen
- Harry van den Brink (1961), commandant van de Koninklijke Marechaussee
- Ralph Keuning (1961), directeur Museum de Fundatie
- Jan Klopman (1961), politicus
- Petra Possel (1963), radiopresentatrice, columniste en schrijfster
- Oscar van den Boogaard (1964), schrijver
- Micha Klein (1964), veejay, nieuwe-mediakunstenaar
- Frans de Lange (1965), politicus
- Roef Ragas (1965-2007), acteur
- Dorine Wiersma (1967), cabaretière, gitariste
- Leco van Zadelhoff (Dieren 1968), stylist en visagist
- Theo Migchelsen (1969), voetballer
- Erik Jan Harmens (1970), dichter en schrijver
- Joost Eerdmans (1971), politicus
- Liesbeth Migchelsen (1971-2020), voetbalster
- Henk Timmer (1971), voetballer
- Benno Tempel (1972), kunsthistoricus en museumdirecteur
- Jurrian van Dongen (1973), script- en liedauteur, vertaler, regisseur en radiopresentator.
- Koos van Plateringen (1974), televisiepresentator
- Chris Stoffer (1974), politicus
- Jan Bos (1975), schaatser
- Phreako Rico (1977), rapper, Opgezwolle
- Monique Jansen (1978), atlete
- Salima Belhaj (1978), politica
- Peter de Groot (1980), politicus
- Carrie ten Napel (1980), sportjournaliste en presentatrice
- Sanne den Hartogh (1981), acteur
- Peter Blom (1982), voetballer
- Theo Bos (1983), wielrenner
- Hilbert Bredemeijer (1983), politicus
- Johan Borger (1984), singer-songwriter en multi-instrumentalist
- Linda van Beekhuizen (1985), voetbalspeelster
- Daphne Gakes (1985), theatermaakster en schrijfster
- Iris Hond (1987), zangeres, pianiste en componiste
- Sofie Oosterwaal (1990), fotomodel
- Liza Sips (1990), actrice
- Martijn Kleermaker (1991), darter
- Niek Vossebelt (1991), voetballer
- KI/KI (1996), dj
- Lotte Kok (1996), auteur
- Julia van Bergen (1999), zangeres
- Lisa Kruger (2000), paralympisch zwemkampioene
- Thomas Beelen (2001), voetballer

### Overleden in Harderwijk
- Jacob Schorer (1957), advocaat
- Jan Minnema van Haersma de With (1878-1965) (1965), diplomaat, politicus, rentmeester en tekeningen- en prentenverzamelaar
- Klaas Ausma (1971), politicus
- Maarten Langbroek (1985), tekenaar, graficus en schilder
- Karel Hoekendijk (1987), evangelist
- Jacobus Hendrik de Goede (1996), politicus
- Jelle de Vries (1999), zanger, cabaretier en tekstschrijver
- Han Roos (2010), bevelhebber der landstrijdkrachten
- Joop Postma (2014), politicus
- Ben Hoekendijk (2020), evangelist
- Anne van der Bijl (2022), zendeling

## Trivia

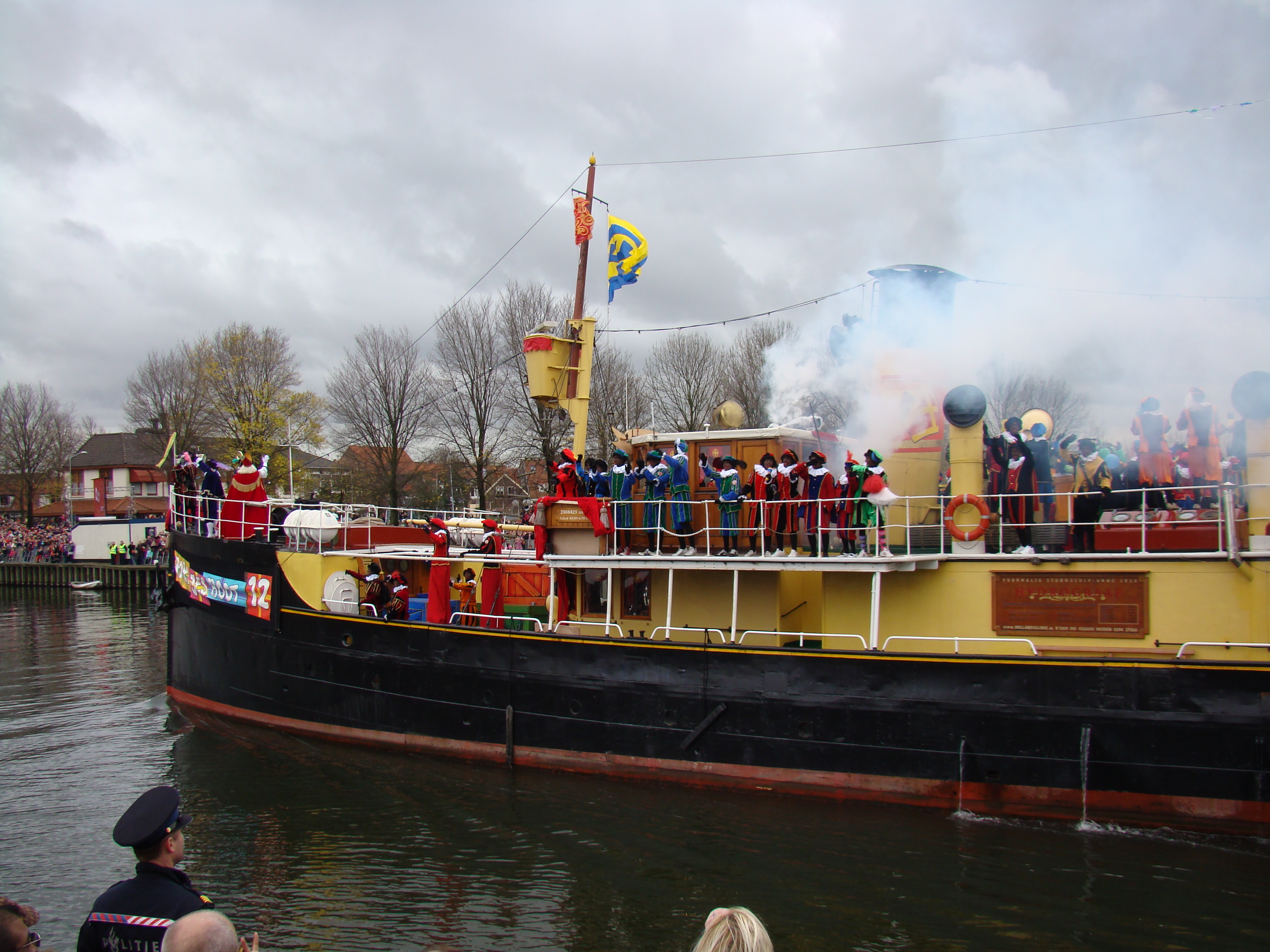
Intocht van Sinterklaas

- In de Nederlandse televisieserie Het Klokhuis speelde Aart Staartjes in sommige sketches een professor, Fetze Alsvanouds, die beweerde afkomstig te zijn van de Universiteit van Harderwijk. Harderwijk heeft nochtans al sinds 1811 geen universiteit meer.
- Op 13 november 2010 meerde Pakjesboot 12 tijdens de landelijke intocht van Sinterklaas aan in de Vissershaven in Harderwijk.

## Aangrenzende gemeenten
| Aangrenzende gemeenten     | Aangrenzende gemeenten | Aangrenzende gemeenten    | Aangrenzende gemeenten | Aangrenzende gemeenten |
| -------------------------- | ---------------------- | ------------------------- | ---------------------- | ---------------------- |
|                            |                        | Dronten (Fl) (Veluwemeer) |                        |                        |
|                            |                        |                           |                        |                        |
| Zeewolde (Fl) (Veluwemeer) | Nunspeet               |                           |                        |                        |
|                            |                        |                           |                        |                        |
|                            |                        | Ermelo                    |                        |                        |